# Lata 20. XIX wieku
Lata 20. XIX wieku
Stulecia: XVIII wiek ~ XIX wiek ~ XX wiek
Dziesięciolecia: 1770–1779 « 1780–1789 « 1790–1799 « 1800–1809 « 1810–1819 « 1820–1829 » 1830–1839 » 1840–1849 » 1850–1859 » 1860–1869 » 1870–1879
Lata: 1820 • 1821 • 1822 • 1823 • 1824 • 1825 • 1826 • 1827 • 1828 • 1829

## Wydarzenia
- 1820 – dotarcie do wybrzeża Antarktydy przez Faddieja Bellingshausena
- 1821 – śmierć Napoleona Bonapartego na Wyspie Świętej Heleny
- 1821 – Wojna o niepodległość Grecji
- 1822 – proklamacja niepodległości Grecji
- 1823 – rodzina Stephenson tworzy przedsiębiorstwo produkujące lokomotywy parowe
- 1824 – wybuchła I wojna brytyjsko-birmańska
- 1825 – Londyn stał się największym miastem świata, wyprzedzając Pekin
- 1826 – Nicéphore Niépce wykonał pierwszą fotografię
- 1827 – wynalezienie zapałek
- 1828 – początek budowy Cytadeli Twierdzy Poznań
- 1829 – koronacja Mikołaja I Romanowa na Króla Polski

## Technologia
- maszyna różnicowa
- cement portlandzki
- wieczne pióro
- zapałka
- masło kakaowe
- silnik elektryczny
- akordeon

## Osoby
- Jerzy IV Hanowerski
- James Monroe
- John Quincy Adams
- Andrew Jackson
- Aleksander I Romanow
- Mikołaj I Romanow
- Franciszek II Habsburg
- Fryderyk Wilhelm III Pruski
- Ludwik XVIII
- Karol X Burbon
- Wilhelm I (król Niderlandów)
- Bernardo O’Higgins
- Simón Bolívar
- Adam Mickiewicz
- Ludwig van Beethoven
- Joseph Nicéphore Niépce